# Àcid pinolènic
L'àcid pinolènic, de nom sistemàtic àcid (5Z,9Z,12Z)-octadeca-5,9,12-trienoic, és un àcid carboxílic de cadena lineal poliinsaturat amb devuit àtoms de carboni, la fórmula del qual és {\displaystyle {\ce {C18H30O2}}}. En bioquímica se'l considera un àcid gras de cadena llarga.

## Química i bioquímica

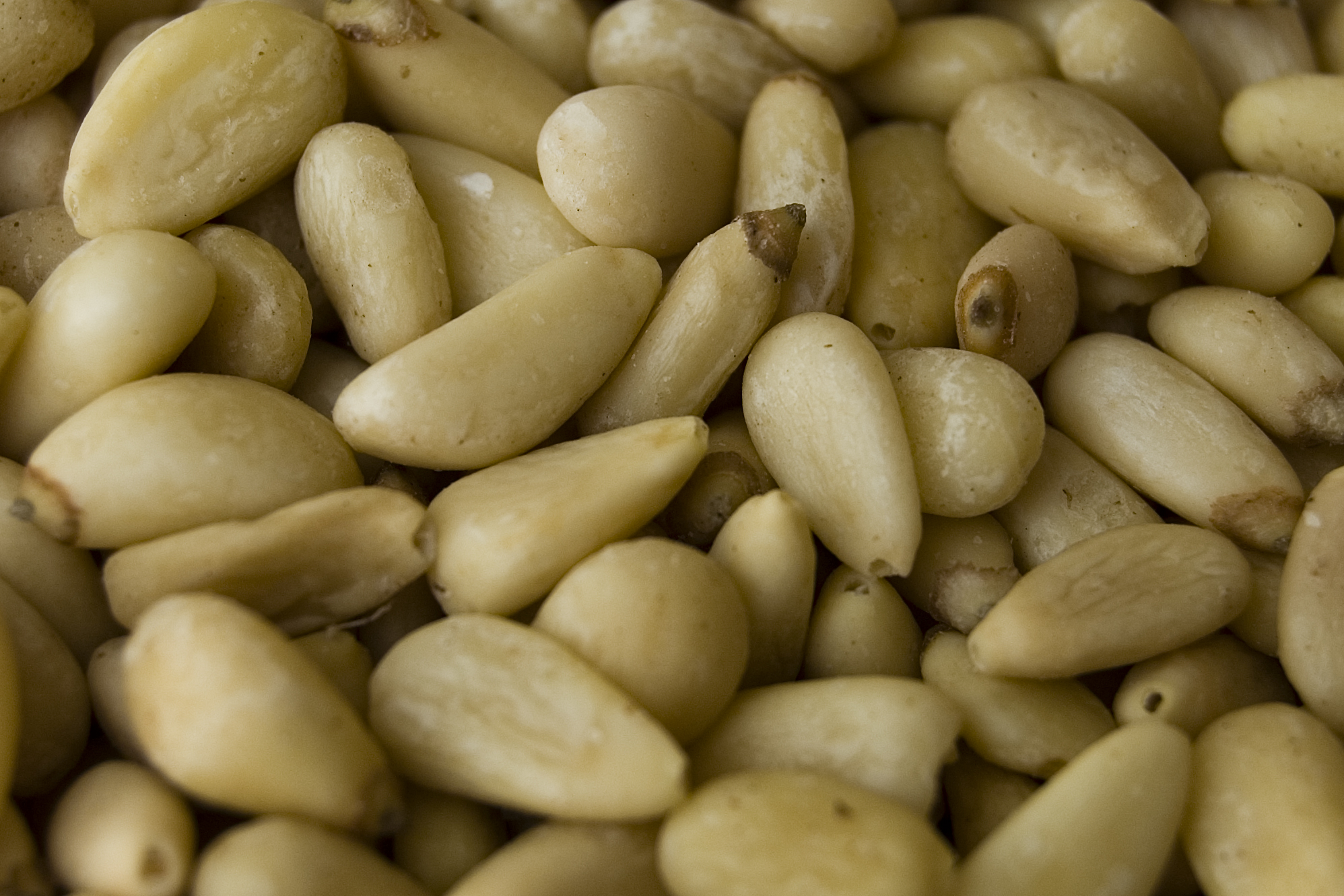
Pinyons

Es troba en els pinyons d'algunes espècies de pins (com per exemple, el pi de Sibèria, on es troba en el més alt percentatge, i el pi de Corea). També és present en l'oli de pinyó.
L'àcid pinolènic és un isòmer de l'acid γ-linolenic (GLA). El GLA és un àcid gras essencial omega 6, però l'àcid pinolènic no ho és encara que els seus metabòlits parcialment poden alleugerir alguns símptomes de la deficiència d'àcids grassos.

## Fisiologia
Recentment ha mostrat el seu ús potencial en la pèrdua de pes fent disminuir la gana. L'àcid pinolènic causa l'activació de dos supressors de la gana—colecistoquirina i el pèptid GLP-1. Pot tenir propietats d'abaixar el colesterol LDL. De vegades s'ha usat com plaguicida.